# Detroit Express (1978)
Detroit Express  is een voormalige Amerikaanse voetbalclub uit Detroit, Michigan. De club werd opgericht in 1978 en opgeheven in 1980. Het thuisstadion van de club was het Pontiac Silverdome dat plaats bood aan 80.000 toeschouwers. Ze speelden drie seizoenen in de North American Soccer League. Daarin werden geen aansprekende resultaten behaald.

## Verhuizing
Na het seizoen in 1980 verhuisde de club naar Washington D.C. om de clubnaam te veranderen naar de Washington Diplomats.